# Liste der Orte im Landkreis Dingolfing-Landau
Die Liste der Orte im Landkreis Dingolfing-Landau listet die 897 amtlich benannten Gemeindeteile (Hauptorte, Kirchdörfer, Pfarrdörfer, Dörfer, Weiler und Einöden) im Landkreis Dingolfing-Landau auf.

## Systematische Liste
Alphabet der Städte und Gemeinden mit den zugehörigen Orten.
- Stadt Dingolfing mit 22 Gemeindeteilen:
  - Hauptort Dingolfing
  - Ehemaliger Markt Teisbach
  - Kirchdörfer Brunn, Frauenbiburg und Oberdingolfing
  - Dörfer Höfen, Oberbubach, Oed, Schermau und Schönbühl; die Siedlung Spiegelbrunn
  - Weiler Achatzstall, Gaubitzhausen, Kaltenberg, Mietzing, Neuhausen, Oberholzhausen, Unterbubach, Unterholzhausen und Weinpreß
  - Einöden Einöd und Oberburgermühle

- Markt Eichendorf mit 120 Gemeindeteilen:[2]
  - Hauptort Eichendorf
  - Pfarrdörfer Adldorf, Aufhausen, Dornach, Exing, Hartkirchen, Indersbach und Reichstorf
  - Kirchdörfer Haid, Kröhstorf, Lappersdorf, Perbing, Prunn, Rannersdorf, Rengersdorf und Wannersdorf
  - Dörfer Badersdorf, Einstorf, Enzerweis, Frauenholz, Heimhart, Hütt, Pitzling, Pöcking, Rohrbach, Steinberg, Wisselsdorf und Wochenweis
  - Weiler Asbach, Attenkaisen, Berg, Eichet, Gneidingerhart, Greinöd, Habersbrunn, Holzmann, Kellerhäuser, Neuölling, Paßhausen, Reisach, Reuth, Spielberg, Thanhausen, Wildeneck und Zeitlstadt
  - Einöden Abwandten, Anglöd, Antonsruh, Birnbaum, Brunnberg, Büchsenholz, Burg, Burgstall, Ecklreit, Edengrub, Eggendorf, Eichenberg, Feldöd, Feuereck, Gablöd, Ganackersberg, Granitz, Grimöd, Grub, Gschaid, Haag, Halmbrunn, Hart, Haufenöd, Hellenhart, Hellenhub, Hiemling, Hintergrub, Hochwimm, Höfen, Holzwagen, Hörmannsdorf, Hötzenhub, Huberöd, Jahrstorf, Jetzeneck, Kanzlöd, Knottenöd, Kraglöd, Kuföd, Kuglöd, Lindert, Madl, Mildenberg, Muggenthal, Nißlöd, Oberklingenbach, Obermadl, Ölling, Perlöd, Petzenbach, Pollnöd, Rannersberg, Reith, Rödlhub, Salzberg, Schlag, Schusteröd, Schwaig, Schwatzen, Sichenöd, Silbersberg, Stelzenöd, Stieberg, Stinglham, Straß, Thomasbach, Unterklingenbach, Voglau, Waidweber, Wegnagl, Weichslöd, Weilöd und Wimpersing
  - Sonstiger Ort Vitzdom

- Markt Frontenhausen mit 38 Gemeindeteilen:
  - Hauptort Frontenhausen
  - Kirchdörfer Georgenschwimmbach, Loitersdorf und Witzeldorf
  - Dörfer Bertensdorf und Biegendorf
  - Siedlung Waldfried
  - Weiler mit Kirche Altenkirchen, Rampoldstetten und Wettersdorf
  - Weiler Eiselsdorf, Friedersdorf, Ödgarten, Reisach, Schwaige und Wachlkofen
  - Einöden Aign, Bach, Berg, Bircha, Feldmühle, Fuchsberg, Gaiswang, Geisbruck, Grub, Grubwinkl, Grund, Haag, Lichtenegg, Moospoint, Moselding, Oed, Rieglöd, Sandöd, Schaufl, Schern, Sonnleiten und Wollöd

- Gottfrieding mit 13 Gemeindeteilen:
  - Pfarrdorf Gottfrieding
  - Kirchdörfer Frichlkofen und Hackerskofen
  - Dörfer Gottfriedingerschwaige, Kleinpilberskofen, Ottenkofen, Tichling und Unterweilnbach
  - Weiler Daibersdorf und Oberweilnbach
  - Einöden Golding, Hacklberg und Holzhausen

- Stadt Landau a.d.Isar mit 79 Gemeindeteilen:
  - Hauptort Landau a.d.Isar
  - Pfarrdörfer Kammern, Mettenhausen, Niederhöcking, Reichersdorf und Zeholfing
  - Kirchdörfer Oberframmering, Oberhöcking, Rottersdorf, Usterling, Wolfsdorf und Zulling
  - Dörfer Ahausen, Bach, Dietlsberg, Fichtheim, Frammeringermoos, Hilgersdorf, Holleröd, Kleegarten, Möding, Poldering, Thalham, Thanhöcking, Weihern, Wildthurn, Windschnur und Zanklau
  - Weiler Ashöcking, Brunnhof, Haag, Hochberg, Holzhäuseln, Kleinkager, Kothingeichendorf, Rappach, Rohrbach, Sonderham, Steinbeißen, Steinhaus, Stocka, Unterframmering und Weilnbach
  - Einöden Aign, Attenhausen, Bartlsberg, Biberg, Brunnmann, Christlöd, Dattenberg, Einsiedl, Entensee, Flexöd, Friedhoföd, Großkager, Hoferöd, Holzhäuser, Jungholzen, Kettn, Kühbach, Lanzenöd, Leberl, Leithn, Moos, Moosmühle, Pöringerschwaig, Rappensberg, Rohrhof, Rufenberg, Schauereck, Scheern, Schlüpfing, Schönberg, Schönbergerschwaig, Schreieröd, Straß, Thambach, Tuntenberg und Wolfsgasse

- Loiching mit 45 Gemeindeteilen:
  - Pfarrdorf Loiching
  - Kirchdörfer Oberspechtrain, Piegendorf, Weigendorf und Wendelskirchen
  - Dörfer Buchet, Kronwieden, Oberwolkersdorf und Unterspechtrain
  - Weiler Anzenbrunn, Baiersdorf, Bergham, Ehrenreith, Eßig, Feldkirchen, Goben, Göttersdorf, Grafenwald, Haindlfing, Krottenthal, Lehen, Loichingermoos, Maßendorf, Oberteisbach, Oed, Pischelsdorf, Reinöd, Reit, Unterwolkersdorf und Wornstorf
  - Einöden Atzbach, Baumgarten, Deixlerb, Erb, Gummeringerau, Heck, Heising, Nußberg, Pfeffersberg, Polling, Rampelsberg, Staudach, Stelzenberg, Stemmern, Sterzenreith und Wastlmühle

- Mamming mit 22 Gemeindeteilen:
  - Pfarrdorf Mamming
  - Kirchdorf Bubach
  - Dörfer Bachhausen, Berg, Dittenkofen, Graflkofen, Hof, Mammingerschwaigen, Pilberskofen und Rosenau
  - Weiler Heilberskofen, Hirnkofen und Ruhsam
  - Einöden Adlkofen, Attenberg, Benkhausen, Kuttenkofen, Schellmühl, Schneiderberg, Seemannskirchen, Stockpoint und Vollnbach

- Marklkofen mit 51 Gemeindeteilen:
  - Pfarrdörfer Marklkofen und Steinberg
  - Kirchdörfer Aiglkofen, Aunkofen, Poxau und Ulrichschwimmbach
  - Dörfer Birnthal, Freinberg, Warth, Weinberg und Wunder
  - Weiler Aigen, Bogen, Gindlkofen, Grietzen, Gschaid, Hub, Johannisschwimmbach, Kay, Klosbach, Lauterbach, Mülleröd, Roßhof, Stockhof, Weiher und Ziegelstadl
  - Einöden Aichberg, Berngern, Eckschneid, Einaugmühle, Ernsthof, Fellerhof, Göttersberg, Grub, Gruberhof, Hackl, Hansöd, Heimlichschönau, Holzhäusl, Leiten, Liebertsöd, Petzenbrunn, Pflanzenöd, Reithen, Rosenmühle, Rußhäusl, Schwingham, Senetsberg, Siglhof, Straßwimm und Wildenschönau

- Mengkofen mit 110 Gemeindeteilen:
  - Pfarrdörfer Hofdorf, Martinsbuch, Mengkofen, Obertunding und Steinbach
  - Kirchdörfer Dengkofen, Hagenau, Hüttenkofen, Ottending, Pramersbuch, Puchhausen, Tunzenberg und Weichshofen
  - Dörfer Ettenkofen, Hönigsbach, Kirchlehen, Kleinweichshofen, Krottenthal, Leppersberg, Mühlhausen, Niedertunding, Oberwackerstall, Pramwinkl, Radlkofen, Schönrain, Süßkofen, Vogelsang, Weitenhülln und Ziegelstadel
  - Weiler Birket, Bräugraben, Eckhof, Feldkirchen, Gern, Ginhart, Haberdorn, Hammelhof, Hausenthal, Hochstraß, Hueb, Kleinhaslau, Kothlacken, Lueg, Multham, Obersteinbach, Rasch, Rogau, Unterneiger, Untersalhof, Unterwackerstall, Wackerstall und Wunder
  - Einöden Altendorf, Auholz, Berg, Brettbach, Bruckhof, Brunnholz, Buchwald, Eck, Eisental, Esterthal, Frauenthal, Furth, Großlug, Grünleiten, Hanny, Haunhart, Haunmühle, Haunsdorf, Heinzleck, Hinflucht, Hofstetten, Huchelwies, Hüttleiten, Klausen, Kleinlug, Kohlschlag, Kupfermühl, Limbach, Lohe, Mauka, Meising, Mißlbach, Muckenwinkel, Murrenkreuth, Neukreit, Neukreut, Niederreuth, Oberallmannsbach, Oberbibelsbach, Oberhirschwell, Oberhütt, Oberreuth, Obersalhof, Pfarrholz, Raschen, Rauheck, Rauhleiten, Reifberg, Reith, Rumplmühl, Sommeracker, Steinbühl, Stolzenberg, Süßwies, Unterallmannsbach, Unterhirschwell, Unterhütt und Waldhof

- Moosthenning mit 57 Gemeindeteilen:
  - Pfarrdörfer Dornwang und Ottering
  - Kirchdörfer Lengthal, Moosthenning, Rimbach, Thürnthenning und Töding
  - Dörfer Forst, Gattering, Haid, Holzbuch, Oberviehmoos, Unterhollerau und Unterholsbach
  - Weiler Breitenau, Buchberg, Buchreith, Dreifaltigkeitsberg, Gießübl, Großweiher, Habich, Kleinweiher, Klosterberg, Kronberg, Neukreith, Oberhollerau, Oberschellhart, Rothenbühl, Schöndorf, Seyfriedsheim, Stockerpoint, Stopfenreuth, Strohberg, Unterschellhart, Wolfsacker und Zieglstadl
  - Einöden Behrhof, Birket, Burgstall, Deisenau, Eglhof, Franzberg, Greßlsbach, Haiholz, Hammeröd, Harpoint, Kattenbach, Königsau, Oberdietenau, Oberhaslau, Oberholsbach, Reichenstall, Rothleck, Unterdietenau, Unterhaslau, Unterviehmoos und Winkl

- Niederviehbach mit 24 Gemeindeteilen:
  - Pfarrdörfer Niederviehbach und Oberviehbach
  - Kirchdorf Süßbach
  - Dörfer Hörglkofen, Lichtensee, Niederviehbacherau und Rothhaus
  - Weiler mit Kirche Eschlbach
  - Weiler Gummering, Hinterkreuth, Lichtenseermoos, Schlott, Walperstetten, Wimpersing und Winterstetten
  - Schloss Wocka
  - Einöden Birnthal, Geltenhof, Hattenkofen, Höll, Mühlen, Reith, Schreg und Vorderkreuth

- Markt Pilsting mit 37 Gemeindeteilen:
  - Hauptort Pilsting
  - Pfarrdörfer Ganacker, Großköllnbach und Parnkofen
  - Kirchdorf Waibling
  - Dörfer Etzenhausen, Goben, Gosselding, Harburg, Leonsberg, Mögling, Oberdaching, Oberndorf, Peigen, Trieching, Unterdaching und Wirnsing
  - Siedlung Pilstingermoos
  - Weiler Eggerpoint, Griesenau, Herzogau, Kreuth, Schanz, Waiblingermoos, Weihern, Wiesen und Würglberg
  - Einöden Bäckermühle, Elisium, Grenzheim, Hacklöd, Petzenhausen, Reinthal, Schönthal, Waldeck, Waldhof und Winkl

- Markt Reisbach mit 119 Gemeindeteilen:
  - Hauptort Reisbach
  - Pfarrdörfer Englmannsberg, Failnbach, Griesbach, Haberskirchen, Niederhausen und Oberhausen
  - Kirchdörfer Altersberg, Geigenkofen, Haingersdorf, Mienbach, Niederreisbach, Reith und Untergünzkofen
  - Dörfer Atzmannsberg, Bachham, Bruckmühl, Hötzendorf, Lindberg, Obermünchsdorf, Sommershausen, Stieberg, Thannenmais, Watzendorf und Wildprechting
  - Weiler Anterskofen, Bentlohn, Bergen, Breitenhof, Breitenloh, Edenthal, Eisenthal, Gablkofen, Gigersreuth, Giglberg, Granitz, Grünbach, Hochholzen, Holzschneid, Hornach, Lindach, Lodersöd, Ludersdorf, Mooshäusln, Nackenberg, Obergries, Obergünzkofen, Oberkenading, Oberndorf, Oberstuben, Perastorf, Petzlsdorf, Reisach, Reitholz, Reuth, Scharlach, Schmidöd, Schornberg, Siegersbach, Siegsdorf, Sommersberg, Taubenöd, Thann, Unterfailnbach, Untergries, Unterkenading, Unterstuben, Waid und Wimbach
  - Einöden Altmannsöd, Armöd, Asbach, Aufeld, Berg, Biberg, Brunnhäusl, Dingdorf, Elsberg, Erlach, Eschbaum, Fellbach, Geiersberg, Giebelsöd, Gmeinhäusl, Griesmais, Gröben, Gschaid, Hartspiert, Hasenöd, Hiendlsöd, Hintergrub, Hinterstetten, Höcking, Höfen, Holzhausen, Holzhäusln, Hub, Lehen, Lerchenberg, Loitersdorf, Mais, Mühlen, Neumühle, Onatsberg, Ötz, Painten, Paßbrunn, Reichenöd, Reisach a.d.Vils, Reiseck, Reitl, Ried, Schachten, Schmidlkofen, Schröttmoos, Stieberg, Stockau, Strassschneid und Vorderstetten

- Markt Simbach mit 143 Gemeindeteilen:
  - Hauptort Simbach
  - Pfarrdörfer Haunersdorf und Ruhstorf
  - Kirchdörfer Fränkendorf und Pischelsdorf
  - Dörfer Bergstorf, Büchel, Kugl, Langgraben, Pirka und Rahstorf
  - Weiler Bach, Berg, Bocköd, Engerthal, Falterhaid, Fischhaus, Gmeinbauer, Großwalln, Grüben, Höfen, Höherskirchen, Kruckenhub, Mehnberg, Nattersdorf, Öd, Sand, Schnarrn, Schoberöd, Straß, Thannhackl, Unterkollbach und Wannersberg
  - Einöden Aigen, Amberg, Asang, Bachlberg, Berngraben, Biberg, Bichl, Bindermann, Binderöd, Blösham, Böckel, Breitenhub, Buchöd, Eben, Eckelsberg, Edenreich, Etzschneid, Fleischöd, Fuchsberg, Gänsberg, Gartner, Göppel, Griesen, Grillenberg, Grünöd, Guggenberg, Gütlberg, Haag, Haag b.Ruhstorf, Hainbuch, Hanslhub, Hasenöd, Hasenpoint, Haslach, Hinteramberg, Hintereich, Hochholzen, Hofstetten, Höllerthal, Hollmannsöd, Holzhausen, Holzmann, Johannszell, Kainzhub, Kaisersberg, Kerschbaum, Kerschberg, Kerschl, Kleinwalln, Kopoltsöd, Küchl, Lehen, Lindach, Mangolsöd, Marienthal, Matzöd, Mitterschabing, Mooshaus, Narnham, Neuhäuseln, Niedereck, Niederlehen, Nußbaum, Obereck, Oberengbach, Oberfeichten, Oberhaarland, Oberhaid, Oberkager, Oberlucken, Oberschabing, Pramet, Rabenberg, Rehmbach, Reichenöd, Salehen, Sandberg, Sankt Antoni, Schaitl, Scharloh, Scheuwimm, Schillingsfürst, Schlapping, Schmalzthal, Schneewinkel, Schöllach, Schwarzenberg, Solleck, Spirkenthal, Stadl, Starzenberg, Steresöd, Stifting, Straßhaus, Straßweb, Taubenberg, Thal, Unterfeichten, Unterhaarland, Unterhaid, Unterkuglöd, Untermadl, Unterschabing, Vöglsberg, Vordereich, Weißenöd, Widhalm, Wildeneck, Wintersberg und Zollöd

- Markt Wallersdorf mit 17 Gemeindeteilen:
  - Hauptort Wallersdorf
  - Pfarrdörfer Altenbuch, Ettling und Haidlfing
  - Kirchdorf Moosfürth
  - Dörfer Haidenkofen, Mattenkofen, See, Wallersdorfermoos und Westerndorf
  - Weiler Ettlingermoos, Haidlfingermoos, Karlshof, Meisternthal, Vierhöfen und Wolfersdorf
  - Einöde Lindhof

## Alphabetische Liste
In Fettschrift erscheinen die Orte, die namengebend für die Gemeinde sind.

### A
- Abwandten zu Eichendorf
- Achatzstall zu Dingolfing
- Adldorf zu Eichendorf
- Adlkofen zu Mamming
- Ahausen zu Landau a.d.Isar
- Aichberg zu Marklkofen
- Aigen zu Marklkofen
- Aigen zu Simbach
- Aiglkofen zu Marklkofen
- Aign zu Frontenhausen
- Aign zu Landau a.d.Isar
- Altenbuch zu Wallersdorf
- Altendorf zu Mengkofen
- Altenkirchen zu Frontenhausen
- Altersberg zu Reisbach
- Altmannsöd zu Reisbach
- Amberg zu Simbach
- Anglöd zu Eichendorf
- Anterskofen zu Reisbach
- Antonsruh zu Eichendorf
- Anzenbrunn zu Loiching
- Armöd zu Reisbach
- Asang zu Simbach
- Asbach zu Eichendorf
- Asbach zu Reisbach
- Ashöcking zu Landau a.d.Isar
- Attenberg zu Mamming
- Attenhausen zu Landau a.d.Isar
- Attenkaisen zu Eichendorf
- Atzbach zu Loiching
- Atzmannsberg zu Reisbach
- Aufeld zu Reisbach
- Aufhausen zu Eichendorf
- Auholz zu Mengkofen
- Aunkofen zu Marklkofen

↑ Zurück zum Inhaltsverzeichnis

### B
- Bach zu Frontenhausen
- Bach zu Landau a.d.Isar
- Bach zu Simbach
- Bachham zu Reisbach
- Bachhausen zu Mamming
- Bachlberg zu Simbach
- Bäckermühle zu Pilsting
- Badersdorf zu Eichendorf
- Baiersdorf zu Loiching
- Bartlsberg zu Landau a.d.Isar
- Baumgarten zu Loiching
- Behrhof zu Moosthenning
- Benkhausen zu Mamming
- Bentlohn zu Reisbach
- Berg zu Eichendorf
- Berg zu Frontenhausen
- Berg zu Mamming
- Berg zu Mengkofen
- Berg zu Reisbach
- Berg zu Simbach
- Bergen zu Reisbach
- Bergham zu Loiching
- Bergstorf zu Simbach
- Berngern zu Marklkofen
- Berngraben zu Simbach
- Bertensdorf zu Frontenhausen
- Biberg zu Landau a.d.Isar
- Biberg zu Reisbach
- Biberg zu Simbach
- Bichl zu Simbach
- Biegendorf zu Frontenhausen
- Bindermann zu Simbach
- Binderöd zu Simbach
- Bircha zu Frontenhausen
- Birket zu Mengkofen
- Birket zu Moosthenning
- Birnbaum zu Eichendorf
- Birnthal zu Marklkofen
- Birnthal zu Niederviehbach
- Blösham zu Simbach
- Böckel zu Simbach
- Bocköd zu Simbach
- Bogen zu Marklkofen
- Bräugraben zu Mengkofen
- Breitenau zu Moosthenning
- Breitenhof zu Reisbach
- Breitenhub zu Simbach
- Breitenloh zu Reisbach
- Brettbach zu Mengkofen
- Bruckhof zu Mengkofen
- Bruckmühl zu Reisbach
- Brunn zu Dingolfing
- Brunnberg zu Eichendorf
- Brunnhäusl zu Reisbach
- Brunnhof zu Landau a.d.Isar
- Brunnholz zu Mengkofen
- Brunnmann zu Landau a.d.Isar
- Bubach zu Mamming
- Buchberg zu Moosthenning
- Büchel zu Simbach
- Buchet zu Loiching
- Buchöd zu Simbach
- Buchreith zu Moosthenning
- Büchsenholz zu Eichendorf
- Buchwald zu Mengkofen
- Burg zu Eichendorf
- Burgstall zu Eichendorf
- Burgstall zu Moosthenning

↑ Zurück zum Inhaltsverzeichnis

### C
- Christlöd zu Landau a.d.Isar

↑ Zurück zum Inhaltsverzeichnis

### D
- Daibersdorf zu Gottfrieding
- Dattenberg zu Landau a.d.Isar
- Deisenau zu Moosthenning
- Deixlerb zu Loiching
- Dengkofen zu Mengkofen
- Dietlsberg zu Landau a.d.Isar
- Dingdorf zu Reisbach
- Dingolfing
- Dittenkofen zu Mamming
- Dornach zu Eichendorf
- Dornwang zu Moosthenning
- Dreifaltigkeitsberg zu Moosthenning

↑ Zurück zum Inhaltsverzeichnis

### E
- Eben zu Simbach
- Eck zu Mengkofen
- Eckelsberg zu Simbach
- Eckhof zu Mengkofen
- Ecklreit zu Eichendorf
- Eckschneid zu Marklkofen
- Edengrub zu Eichendorf
- Edenreich zu Simbach
- Edenthal zu Reisbach
- Eggendorf zu Eichendorf
- Eggerpoint zu Pilsting
- Eglhof zu Moosthenning
- Ehrenreith zu Loiching
- Eichenberg zu Eichendorf
- Eichendorf
- Eichet zu Eichendorf
- Einaugmühle zu Marklkofen
- Einöd zu Dingolfing
- Einsiedl zu Landau a.d.Isar
- Einstorf zu Eichendorf
- Eiselsdorf zu Frontenhausen
- Eisental zu Mengkofen
- Eisenthal zu Reisbach
- Elisium zu Pilsting
- Elsberg zu Reisbach
- Engerthal zu Simbach
- Englmannsberg zu Reisbach
- Entensee zu Landau a.d.Isar
- Enzerweis zu Eichendorf
- Erb zu Loiching
- Erlach zu Reisbach
- Ernsthof zu Marklkofen
- Eschbaum zu Reisbach
- Eschlbach zu Niederviehbach
- Eßig zu Loiching
- Esterthal zu Mengkofen
- Ettenkofen zu Mengkofen
- Ettling zu Wallersdorf
- Ettlingermoos zu Wallersdorf
- Etzenhausen zu Pilsting
- Etzschneid zu Simbach
- Exing zu Eichendorf

↑ Zurück zum Inhaltsverzeichnis

### F
- Failnbach zu Reisbach
- Falterhaid zu Simbach
- Feldkirchen zu Loiching
- Feldkirchen zu Mengkofen
- Feldmühle zu Frontenhausen
- Feldöd zu Eichendorf
- Fellbach zu Reisbach
- Fellerhof zu Marklkofen
- Feuereck zu Eichendorf
- Fichtheim zu Landau a.d.Isar
- Fischhaus zu Simbach
- Fleischöd zu Simbach
- Flexöd zu Landau a.d.Isar
- Forst zu Moosthenning
- Frammeringermoos zu Landau a.d.Isar
- Fränkendorf zu Simbach
- Franzberg zu Moosthenning
- Frauenbiburg zu Dingolfing
- Frauenholz zu Eichendorf
- Frauenthal zu Mengkofen
- Freinberg zu Marklkofen
- Frichlkofen zu Gottfrieding
- Friedersdorf zu Frontenhausen
- Friedhoföd zu Landau a.d.Isar
- Frontenhausen
- Fuchsberg zu Frontenhausen
- Fuchsberg zu Simbach
- Furth zu Mengkofen

↑ Zurück zum Inhaltsverzeichnis

### G
- Gablkofen zu Reisbach
- Gablöd zu Eichendorf
- Gaiswang zu Frontenhausen
- Ganacker zu Pilsting
- Ganackersberg zu Eichendorf
- Gänsberg zu Simbach
- Gartner zu Simbach
- Gattering zu Moosthenning
- Gaubitzhausen zu Dingolfing
- Geiersberg zu Reisbach
- Geigenkofen zu Reisbach
- Geisbruck zu Frontenhausen
- Geltenhof zu Niederviehbach
- Georgenschwimmbach zu Frontenhausen
- Gern zu Mengkofen
- Giebelsöd zu Reisbach
- Gießübl zu Moosthenning
- Gigersreuth zu Reisbach
- Giglberg zu Reisbach
- Gindlkofen zu Marklkofen
- Ginhart zu Mengkofen
- Gmeinbauer zu Simbach
- Gmeinhäusl zu Reisbach
- Gneidingerhart zu Eichendorf
- Goben zu Loiching
- Goben zu Pilsting
- Golding zu Gottfrieding
- Göppel zu Simbach
- Gosselding zu Pilsting
- Göttersberg zu Marklkofen
- Göttersdorf zu Loiching
- Gottfrieding
- Gottfriedingerschwaige zu Gottfrieding
- Grafenwald zu Loiching
- Graflkofen zu Mamming
- Granitz zu Eichendorf
- Granitz zu Reisbach
- Greinöd zu Eichendorf
- Grenzheim zu Pilsting
- Greßlsbach zu Moosthenning
- Griesbach zu Reisbach
- Griesen zu Simbach
- Griesenau zu Pilsting
- Griesmais zu Reisbach
- Grietzen zu Marklkofen
- Grillenberg zu Simbach
- Grimöd zu Eichendorf
- Gröben zu Reisbach
- Großkager zu Landau a.d.Isar
- Großköllnbach zu Pilsting
- Großlug zu Mengkofen
- Großwalln zu Simbach
- Großweiher zu Moosthenning
- Grub zu Eichendorf
- Grub zu Frontenhausen
- Grub zu Marklkofen
- Grüben zu Simbach
- Gruberhof zu Marklkofen
- Grubwinkl zu Frontenhausen
- Grünbach zu Reisbach
- Grund zu Frontenhausen
- Grünleiten zu Mengkofen
- Grünöd zu Simbach
- Gschaid zu Eichendorf
- Gschaid zu Marklkofen
- Gschaid zu Reisbach
- Guggenberg zu Simbach
- Gummering zu Niederviehbach
- Gummeringerau zu Loiching
- Gütlberg zu Simbach

↑ Zurück zum Inhaltsverzeichnis

### H
- Haag zu Eichendorf
- Haag zu Frontenhausen
- Haag zu Landau a.d.Isar
- Haag zu Simbach
- Haag bei Ruhstorf zu Simbach
- Haberdorn zu Mengkofen
- Habersbrunn zu Eichendorf
- Haberskirchen zu Reisbach
- Habich zu Moosthenning
- Hackerskofen zu Gottfrieding
- Hackl zu Marklkofen
- Hacklberg zu Gottfrieding
- Hacklöd zu Pilsting
- Hagenau zu Mengkofen
- Haid zu Eichendorf
- Haid zu Moosthenning
- Haidenkofen zu Wallersdorf
- Haidlfing zu Wallersdorf
- Haidlfingermoos zu Wallersdorf
- Haiholz zu Moosthenning
- Hainbuch zu Simbach
- Haindlfing zu Loiching
- Haingersdorf zu Reisbach
- Halmbrunn zu Eichendorf
- Hammelhof zu Mengkofen
- Hammeröd zu Moosthenning
- Hanny zu Mengkofen
- Hanslhub zu Simbach
- Hansöd zu Marklkofen
- Harburg zu Pilsting
- Harpoint zu Moosthenning
- Hart zu Eichendorf
- Hartkirchen zu Eichendorf
- Hartspiert zu Reisbach
- Hasenöd zu Reisbach
- Hasenöd zu Simbach
- Hasenpoint zu Simbach
- Haslach zu Simbach
- Hattenkofen zu Niederviehbach
- Haufenöd zu Eichendorf
- Haunersdorf zu Simbach
- Haunhart zu Mengkofen
- Haunmühle zu Mengkofen
- Haunsdorf zu Mengkofen
- Hausenthal zu Mengkofen
- Heck zu Loiching
- Heilberskofen zu Mamming
- Heimhart zu Eichendorf
- Heimlichschönau zu Marklkofen
- Heinzleck zu Mengkofen
- Heising zu Loiching
- Hellenhart zu Eichendorf
- Hellenhub zu Eichendorf
- Herzogau zu Pilsting
- Hiemling zu Eichendorf
- Hiendlsöd zu Reisbach
- Hilgersdorf zu Landau a.d.Isar
- Hinflucht zu Mengkofen
- Hinteramberg zu Simbach
- Hintereich zu Simbach
- Hintergrub zu Eichendorf
- Hintergrub zu Reisbach
- Hinterkreuth zu Niederviehbach
- Hinterstetten zu Reisbach
- Hirnkofen zu Mamming
- Hochberg zu Landau a.d.Isar
- Hochholzen zu Reisbach
- Hochholzen zu Simbach
- Hochstraß zu Mengkofen
- Hochwimm zu Eichendorf
- Höcking zu Landau a.d.Isar
- Höcking zu Reisbach
- Hof zu Mamming
- Hofdorf zu Mengkofen
- Höfen zu Dingolfing
- Höfen zu Eichendorf
- Höfen zu Reisbach
- Höfen zu Simbach
- Hoferöd zu Landau a.d.Isar
- Hofstetten zu Mengkofen
- Hofstetten zu Simbach
- Höherskirchen zu Simbach
- Höll zu Niederviehbach
- Holleröd zu Landau a.d.Isar
- Höllerthal zu Simbach
- Hollmannsöd zu Simbach
- Holzbuch zu Moosthenning
- Holzhäuseln zu Landau a.d.Isar
- Holzhausen zu Gottfrieding
- Holzhausen zu Reisbach
- Holzhausen zu Simbach
- Holzhäuser zu Landau a.d.Isar
- Holzhäusl zu Marklkofen
- Holzhäusln zu Reisbach
- Holzmann zu Eichendorf
- Holzmann zu Simbach
- Holzschneid zu Reisbach
- Holzwagen zu Eichendorf
- Hönigsbach zu Mengkofen
- Hörglkofen zu Niederviehbach
- Hörmannsdorf zu Eichendorf
- Hornach zu Reisbach
- Hötzendorf zu Reisbach
- Hötzenhub zu Eichendorf
- Hub zu Marklkofen
- Hub zu Reisbach
- Huberöd zu Eichendorf
- Huchelwies zu Mengkofen
- Hueb zu Mengkofen
- Hütt zu Eichendorf
- Hüttenkofen zu Mengkofen
- Hüttleiten zu Mengkofen

↑ Zurück zum Inhaltsverzeichnis

### I
- Indersbach zu Eichendorf

↑ Zurück zum Inhaltsverzeichnis

### J
- Jahrstorf zu Eichendorf
- Jetzeneck zu Eichendorf
- Johannisschwimmbach zu Marklkofen
- Johannszell zu Simbach
- Jungholzen zu Landau a.d.Isar

↑ Zurück zum Inhaltsverzeichnis

### K
- Kainzhub zu Simbach
- Kaisersberg zu Simbach
- Kaltenberg zu Dingolfing
- Kammern zu Landau a.d.Isar
- Kanzlöd zu Eichendorf
- Karlshof zu Wallersdorf
- Kattenbach zu Moosthenning
- Kay zu Marklkofen
- Kellerhäuser zu Eichendorf
- Kerschbaum zu Simbach
- Kerschberg zu Simbach
- Kerschl zu Simbach
- Kettn zu Landau a.d.Isar
- Kirchlehen zu Mengkofen
- Klausen zu Mengkofen
- Kleegarten zu Landau a.d.Isar
- Kleinhaslau zu Mengkofen
- Kleinkager zu Landau a.d.Isar
- Kleinlug zu Mengkofen
- Kleinpilberskofen zu Gottfrieding
- Kleinwalln zu Simbach
- Kleinweichshofen zu Mengkofen
- Kleinweiher zu Moosthenning
- Klosbach zu Marklkofen
- Klosterberg zu Moosthenning
- Knottenöd zu Eichendorf
- Kohlschlag zu Mengkofen
- Königsau zu Moosthenning
- Kopoltsöd zu Simbach
- Kothingeichendorf zu Landau a.d.Isar
- Kothlacken zu Mengkofen
- Kraglöd zu Eichendorf
- Kreuth zu Pilsting
- Kröhstorf zu Eichendorf
- Kronberg zu Moosthenning
- Kronwieden zu Loiching
- Krottenthal zu Loiching
- Krottenthal zu Mengkofen
- Kruckenhub zu Simbach
- Küchl zu Simbach
- Kuföd zu Eichendorf
- Kugl zu Simbach
- Kuglöd zu Eichendorf
- Kühbach zu Landau a.d.Isar
- Kupfermühl zu Mengkofen
- Kuttenkofen zu Mamming

↑ Zurück zum Inhaltsverzeichnis

### L
- Landau a.d.Isar
- Langgraben zu Simbach
- Lanzenöd zu Landau a.d.Isar
- Lappersdorf zu Eichendorf
- Lauterbach zu Marklkofen
- Leberl zu Landau a.d.Isar
- Lehen zu Loiching
- Lehen zu Reisbach
- Lehen zu Simbach
- Leiten zu Marklkofen
- Leithn zu Landau a.d.Isar
- Lengthal zu Moosthenning
- Leonsberg zu Pilsting
- Leppersberg zu Mengkofen
- Lerchenberg zu Reisbach
- Lichtenegg zu Frontenhausen
- Lichtensee zu Niederviehbach
- Lichtenseermoos zu Niederviehbach
- Liebertsöd zu Marklkofen
- Lindach zu Mengkofen
- Lindach zu Reisbach
- Lindach zu Simbach
- Lindberg zu Reisbach
- Lindert zu Eichendorf
- Lindhof zu Wallersdorf
- Lodersöd zu Reisbach
- Lohe zu Mengkofen
- Loiching
- Loichingermoos zu Loiching
- Loitersdorf zu Frontenhausen
- Loitersdorf zu Reisbach
- Ludersdorf zu Reisbach
- Lueg zu Mengkofen

↑ Zurück zum Inhaltsverzeichnis

### M
- Madl zu Eichendorf
- Mais zu Reisbach
- Mamming
- Mammingerschwaigen zu Mamming
- Mangolsöd zu Simbach
- Marienthal zu Simbach
- Marklkofen
- Martinsbuch zu Mengkofen
- Maßendorf zu Loiching
- Mattenkofen zu Wallersdorf
- Matzöd zu Simbach
- Mauka zu Mengkofen
- Mehnberg zu Simbach
- Meising zu Mengkofen
- Meisternthal zu Wallersdorf
- Mengkofen
- Mettenhausen zu Landau a.d.Isar
- Mienbach zu Reisbach
- Mietzing zu Dingolfing
- Mildenberg zu Eichendorf
- Mißlbach zu Mengkofen
- Mitterschabing zu Simbach
- Möding zu Landau a.d.Isar
- Mögling zu Pilsting
- Moos zu Landau a.d.Isar
- Moosfürth zu Wallersdorf
- Mooshaus zu Simbach
- Mooshäusln zu Reisbach
- Moosmühle zu Landau a.d.Isar
- Moospoint zu Frontenhausen
- Moosthenning
- Moselding zu Frontenhausen
- Muckenwinkel zu Mengkofen
- Muggenthal zu Eichendorf
- Mühlen zu Niederviehbach
- Mühlen zu Reisbach
- Mühlhausen zu Mengkofen
- Mülleröd zu Marklkofen
- Multham zu Mengkofen
- Murrenkreuth zu Mengkofen

↑ Zurück zum Inhaltsverzeichnis

### N
- Nackenberg zu Reisbach
- Narnham zu Simbach
- Nattersdorf zu Simbach
- Neuhäuseln zu Simbach
- Neuhausen zu Dingolfing
- Neukreit zu Mengkofen
- Neukreith zu Moosthenning
- Neukreut zu Mengkofen
- Neumühle zu Reisbach
- Neuölling zu Eichendorf
- Niedereck zu Simbach
- Niederhausen zu Reisbach
- Niederhöcking zu Landau a.d.Isar
- Niederlehen zu Simbach
- Niederreisbach zu Reisbach
- Niederreuth zu Mengkofen
- Niedertunding zu Mengkofen
- Niederviehbach
- Niederviehbacherau zu Niederviehbach
- Nißlöd zu Eichendorf
- Nußbaum zu Simbach
- Nußberg zu Loiching

↑ Zurück zum Inhaltsverzeichnis

### O
- Oberallmannsbach zu Mengkofen
- Oberbibelsbach zu Mengkofen
- Oberbubach zu Dingolfing
- Oberburgermühle zu Dingolfing
- Oberdaching zu Pilsting
- Oberdietenau zu Moosthenning
- Oberdingolfing zu Dingolfing
- Obereck zu Simbach
- Oberengbach zu Simbach
- Oberfeichten zu Simbach
- Oberframmering zu Landau a.d.Isar
- Obergries zu Reisbach
- Obergünzkofen zu Reisbach
- Oberhaarland zu Simbach
- Oberhaid zu Simbach
- Oberhaslau zu Moosthenning
- Oberhausen zu Reisbach
- Oberhirschwell zu Mengkofen
- Oberhöcking zu Landau a.d.Isar
- Oberhollerau zu Moosthenning
- Oberholsbach zu Moosthenning
- Oberholzhausen zu Dingolfing
- Oberhütt zu Mengkofen
- Oberkager zu Simbach
- Oberkenading zu Reisbach
- Oberklingenbach zu Eichendorf
- Oberlucken zu Simbach
- Obermadl zu Eichendorf
- Obermünchsdorf zu Reisbach
- Oberndorf zu Pilsting
- Oberndorf zu Reisbach
- Oberreuth zu Mengkofen
- Obersalhof zu Mengkofen
- Oberschabing zu Simbach
- Oberschellhart zu Moosthenning
- Oberspechtrain zu Loiching
- Obersteinbach zu Mengkofen
- Oberstuben zu Reisbach
- Oberteisbach zu Loiching
- Obertunding zu Mengkofen
- Oberviehbach zu Niederviehbach
- Oberviehmoos zu Moosthenning
- Oberwackerstall zu Mengkofen
- Oberweilnbach zu Gottfrieding
- Oberwolkersdorf zu Loiching
- Öd zu Simbach
- Ödgarten zu Frontenhausen
- Oed zu Dingolfing
- Oed zu Frontenhausen
- Oed zu Loiching
- Ölling zu Eichendorf
- Onatsberg zu Reisbach
- Ottending zu Mengkofen
- Ottenkofen zu Gottfrieding
- Ottering zu Moosthenning
- Ötz zu Reisbach

↑ Zurück zum Inhaltsverzeichnis

### P
- Painten zu Reisbach
- Parnkofen zu Pilsting
- Paßbrunn zu Reisbach
- Paßhausen zu Eichendorf
- Peigen zu Pilsting
- Perastorf zu Reisbach
- Perbing zu Eichendorf
- Perlöd zu Eichendorf
- Petzenbach zu Eichendorf
- Petzenbrunn zu Marklkofen
- Petzenhausen zu Pilsting
- Petzlsdorf zu Reisbach
- Pfarrholz zu Mengkofen
- Pfeffersberg zu Loiching
- Pflanzenöd zu Marklkofen
- Piegendorf zu Loiching
- Pilberskofen zu Mamming
- Pilsting
- Pilstingermoos zu Pilsting
- Pirka zu Simbach
- Pischelsdorf zu Loiching
- Pischelsdorf zu Simbach
- Pitzling zu Eichendorf
- Pöcking zu Eichendorf
- Poldering zu Landau a.d.Isar
- Polling zu Loiching
- Pollnöd zu Eichendorf
- Pöringerschwaig zu Landau a.d.Isar
- Poxau zu Marklkofen
- Pramersbuch zu Mengkofen
- Pramet zu Simbach
- Pramwinkl zu Mengkofen
- Prunn zu Eichendorf
- Puchhausen zu Mengkofen

↑ Zurück zum Inhaltsverzeichnis

### R
- Rabenberg zu Simbach
- Radlkofen zu Mengkofen
- Rahstorf zu Simbach
- Rampelsberg zu Loiching
- Rampoldstetten zu Frontenhausen
- Rannersberg zu Eichendorf
- Rannersdorf zu Eichendorf
- Rappach zu Landau a.d.Isar
- Rappensberg zu Landau a.d.Isar
- Rasch zu Mengkofen
- Raschen zu Mengkofen
- Rauheck zu Mengkofen
- Rauhleiten zu Mengkofen
- Rehmbach zu Simbach
- Reichenöd zu Reisbach
- Reichenöd zu Simbach
- Reichenstall zu Moosthenning
- Reichersdorf zu Landau a.d.Isar
- Reichstorf zu Eichendorf
- Reifberg zu Mengkofen
- Reinöd zu Loiching
- Reinthal zu Pilsting
- Reisach zu Eichendorf
- Reisach zu Frontenhausen
- Reisach zu Reisbach
- Reisach an der Vils zu Reisbach
- Reisbach
- Reiseck zu Reisbach
- Reit zu Loiching
- Reith zu Eichendorf
- Reith zu Mengkofen
- Reith zu Niederviehbach
- Reith zu Reisbach
- Reithen zu Marklkofen
- Reitholz zu Reisbach
- Reitl zu Reisbach
- Rengersdorf zu Eichendorf
- Reuth zu Eichendorf
- Reuth zu Reisbach
- Ried zu Reisbach
- Rieglöd zu Frontenhausen
- Rimbach zu Moosthenning
- Rödlhub zu Eichendorf
- Rogau zu Mengkofen
- Rohrbach zu Eichendorf
- Rohrbach zu Landau a.d.Isar
- Rohrhof zu Landau a.d.Isar
- Rosenau zu Mamming
- Rosenmühle zu Marklkofen
- Roßhof zu Marklkofen
- Rothenbühl zu Moosthenning
- Rothhaus zu Niederviehbach
- Rothleck zu Moosthenning
- Rottersdorf zu Landau a.d.Isar
- Rufenberg zu Landau a.d.Isar
- Ruhsam zu Mamming
- Ruhstorf zu Simbach
- Rumplmühl zu Mengkofen
- Rußhäusl zu Marklkofen

↑ Zurück zum Inhaltsverzeichnis

### S
- Salehen zu Simbach
- Salzberg zu Eichendorf
- Sand zu Simbach
- Sandberg zu Simbach
- Sandöd zu Frontenhausen
- Sankt Antoni zu Simbach
- Schachten zu Reisbach
- Schaitl zu Simbach
- Schanz zu Pilsting
- Scharlach zu Reisbach
- Scharloh zu Simbach
- Schauereck zu Landau a.d.Isar
- Schaufl zu Frontenhausen
- Scheern zu Landau a.d.Isar
- Schellmühl zu Mamming
- Schermau zu Dingolfing
- Schern zu Frontenhausen
- Scheuwimm zu Simbach
- Schillingsfürst zu Simbach
- Schlag zu Eichendorf
- Schlapping zu Simbach
- Schlott zu Niederviehbach
- Schlüpfing zu Landau a.d.Isar
- Schmalzthal zu Simbach
- Schmidlkofen zu Reisbach
- Schmidöd zu Reisbach
- Schnarrn zu Simbach
- Schneewinkel zu Simbach
- Schneiderberg zu Mamming
- Schoberöd zu Simbach
- Schöllach zu Simbach
- Schönberg zu Landau a.d.Isar
- Schönbergerschwaig zu Landau a.d.Isar
- Schönbühl zu Dingolfing
- Schöndorf zu Moosthenning
- Schönrain zu Mengkofen
- Schönthal zu Pilsting
- Schornberg zu Reisbach
- Schreg zu Niederviehbach
- Schreieröd zu Landau a.d.Isar
- Schröttmoos zu Reisbach
- Schusteröd zu Eichendorf
- Schwaig zu Eichendorf
- Schwaige zu Frontenhausen
- Schwarzenberg zu Simbach
- Schwatzen zu Eichendorf
- Schwingham zu Marklkofen
- See zu Wallersdorf
- Seemannskirchen zu Mamming
- Senetsberg zu Marklkofen
- Seyfriedsheim zu Moosthenning
- Sichenöd zu Eichendorf
- Siegersbach zu Reisbach
- Siegsdorf zu Reisbach
- Siglhof zu Marklkofen
- Silbersberg zu Eichendorf
- Simbach
- Solleck zu Simbach
- Sommeracker zu Mengkofen
- Sommersberg zu Reisbach
- Sommershausen zu Reisbach
- Sonderham zu Landau a.d.Isar
- Sonnleiten zu Frontenhausen
- Spiegelbrunn zu Dingolfing
- Spielberg zu Eichendorf
- Spirkenthal zu Simbach
- Stadl zu Simbach
- Starzenberg zu Simbach
- Staudach zu Loiching
- Steinbach zu Mengkofen
- Steinbeißen zu Landau a.d.Isar
- Steinberg zu Eichendorf
- Steinberg zu Marklkofen
- Steinbühl zu Mengkofen
- Steinhaus zu Landau a.d.Isar
- Stelzenberg zu Loiching
- Stelzenöd zu Eichendorf
- Stemmern zu Loiching
- Steresöd zu Simbach
- Sterzenreith zu Loiching
- Stieberg zu Eichendorf
- Stieberg zu Reisbach
- Stieberg zu Reisbach
- Stifting zu Simbach
- Stinglham zu Eichendorf
- Stocka zu Landau a.d.Isar
- Stockau zu Reisbach
- Stockerpoint zu Moosthenning
- Stockhof zu Marklkofen
- Stockpoint zu Mamming
- Stolzenberg zu Mengkofen
- Stopfenreuth zu Moosthenning
- Straß zu Eichendorf
- Straß zu Landau a.d.Isar
- Straß zu Simbach
- Straßhaus zu Simbach
- Straßschneid zu Reisbach
- Straßweb zu Simbach
- Straßwimm zu Marklkofen
- Strohberg zu Moosthenning
- Süßbach zu Niederviehbach
- Süßkofen zu Mengkofen
- Süßwies zu Mengkofen

↑ Zurück zum Inhaltsverzeichnis

### T
- Taubenberg zu Simbach
- Taubenöd zu Reisbach
- Teisbach zu Dingolfing
- Thal zu Simbach
- Thalham zu Landau a.d.Isar
- Thambach zu Landau a.d.Isar
- Thanhausen zu Eichendorf
- Thanhöcking zu Landau a.d.Isar
- Thann zu Reisbach
- Thannenmais zu Reisbach
- Thannhackl zu Simbach
- Thomasbach zu Eichendorf
- Thürnthenning zu Moosthenning
- Tichling zu Gottfrieding
- Töding zu Moosthenning
- Trieching zu Pilsting
- Tunding zu Mengkofen
- Tuntenberg zu Landau a.d.Isar
- Tunzenberg zu Mengkofen

↑ Zurück zum Inhaltsverzeichnis

### U
- Ulrichschwimmbach zu Marklkofen
- Unterallmannsbach zu Mengkofen
- Unterbubach zu Dingolfing
- Unterdaching zu Pilsting
- Unterdietenau zu Moosthenning
- Unterfailnbach zu Reisbach
- Unterfeichten zu Simbach
- Unterframmering zu Landau a.d.Isar
- Untergries zu Reisbach
- Untergünzkofen zu Reisbach
- Unterhaarland zu Simbach
- Unterhaid zu Simbach
- Unterhaslau zu Moosthenning
- Unterhirschwell zu Mengkofen
- Unterhollerau zu Moosthenning
- Unterholsbach zu Moosthenning
- Unterholzhausen zu Dingolfing
- Unterhütt zu Mengkofen
- Unterkenading zu Reisbach
- Unterklingenbach zu Eichendorf
- Unterkollbach zu Simbach
- Unterkuglöd zu Simbach
- Untermadl zu Simbach
- Unterneiger zu Mengkofen
- Untersalhof zu Mengkofen
- Unterschabing zu Simbach
- Unterschellhart zu Moosthenning
- Unterspechtrain zu Loiching
- Unterstuben zu Reisbach
- Unterviehmoos zu Moosthenning
- Unterwackerstall zu Mengkofen
- Unterweilnbach zu Gottfrieding
- Unterwolkersdorf zu Loiching
- Usterling zu Landau a.d.Isar

↑ Zurück zum Inhaltsverzeichnis

### V
- Vierhöfen zu Wallersdorf
- Vitzdom zu Eichendorf
- Vogelsang zu Mengkofen
- Voglau zu Eichendorf
- Vöglsberg zu Simbach
- Vollnbach zu Mamming
- Vordereich zu Simbach
- Vorderkreuth zu Niederviehbach
- Vorderstetten zu Reisbach

↑ Zurück zum Inhaltsverzeichnis

### W
- Wachlkofen zu Frontenhausen
- Wackerstall zu Mengkofen
- Waibling zu Pilsting
- Waiblingermoos zu Pilsting
- Waid zu Reisbach
- Waidweber zu Eichendorf
- Waldeck zu Pilsting
- Waldfried zu Frontenhausen
- Waldhof zu Mengkofen
- Waldhof zu Pilsting
- Wallersdorf
- Wallersdorfermoos zu Wallersdorf
- Walperstetten zu Niederviehbach
- Wannersberg zu Simbach
- Wannersdorf zu Eichendorf
- Warth zu Marklkofen
- Wastlmühle zu Loiching
- Watzendorf zu Reisbach
- Wegnagl zu Eichendorf
- Weichshofen zu Mengkofen
- Weichslöd zu Eichendorf
- Weigendorf zu Loiching
- Weiher zu Marklkofen
- Weihern zu Landau a.d.Isar
- Weihern zu Pilsting
- Weilnbach zu Landau a.d.Isar
- Weilöd zu Eichendorf
- Weinberg zu Marklkofen
- Weinpreß zu Dingolfing
- Weißenöd zu Simbach
- Weitenhülln zu Mengkofen
- Wendelskirchen zu Loiching
- Westerndorf zu Wallersdorf
- Wettersdorf zu Frontenhausen
- Widhalm zu Simbach
- Wiesen zu Pilsting
- Wildeneck zu Eichendorf
- Wildeneck zu Simbach
- Wildenschönau zu Marklkofen
- Wildprechting zu Reisbach
- Wildthurn zu Landau a.d.Isar
- Wimbach zu Reisbach
- Wimpersing zu Eichendorf
- Wimpersing zu Niederviehbach
- Windschnur zu Landau a.d.Isar
- Winkl zu Moosthenning
- Winkl zu Pilsting
- Wintersberg zu Simbach
- Winterstetten zu Niederviehbach
- Wirnsing zu Pilsting
- Wisselsdorf zu Eichendorf
- Witzeldorf zu Frontenhausen
- Wochenweis zu Eichendorf
- Wocka zu Niederviehbach
- Wolfersdorf zu Wallersdorf
- Wolfsacker zu Moosthenning
- Wolfsdorf zu Landau a.d.Isar
- Wolfsgasse zu Landau a.d.Isar
- Wollöd zu Frontenhausen
- Wornstorf zu Loiching
- Wunder zu Marklkofen
- Wunder zu Mengkofen
- Würglberg zu Pilsting

↑ Zurück zum Inhaltsverzeichnis

### Z
- Zanklau zu Landau a.d.Isar
- Zeholfing zu Landau a.d.Isar
- Zeitlstadt zu Eichendorf
- Ziegelstadel zu Mengkofen
- Ziegelstadl zu Marklkofen
- Zieglstadl zu Moosthenning
- Zollöd zu Simbach
- Zulling zu Landau a.d.Isar

↑ Zurück zum Inhaltsverzeichnis